# Delias eucharis
O jezebel-comum (nome científico: Delias eucharis) é uma espécie de inseto lepidóptero pertencente à família Pieridae. É uma borboleta de tamanho médio, encontrada em muitas áreas do Sul e Sudeste da Ásia, especialmente nas regiões não-áridas da Índia, Sri Lanka, Myanmar e Tailândia. Está entre as espécies mais amplamente distribuídas de Delias, sendo uma das mais comuns.

## Alimentação
São várias as espécies de plantas hospedeiras de pequenos arbustos que são parasitas de plantas que crescem em ramos de árvores, tais como o Loranthus. A sua capacidade para formar agregadas densas lagartas como a de se alimentar de Loranthus conduziu a sugestões de que poderiam ser utilizados para o controle deste parasita.

## Galeria

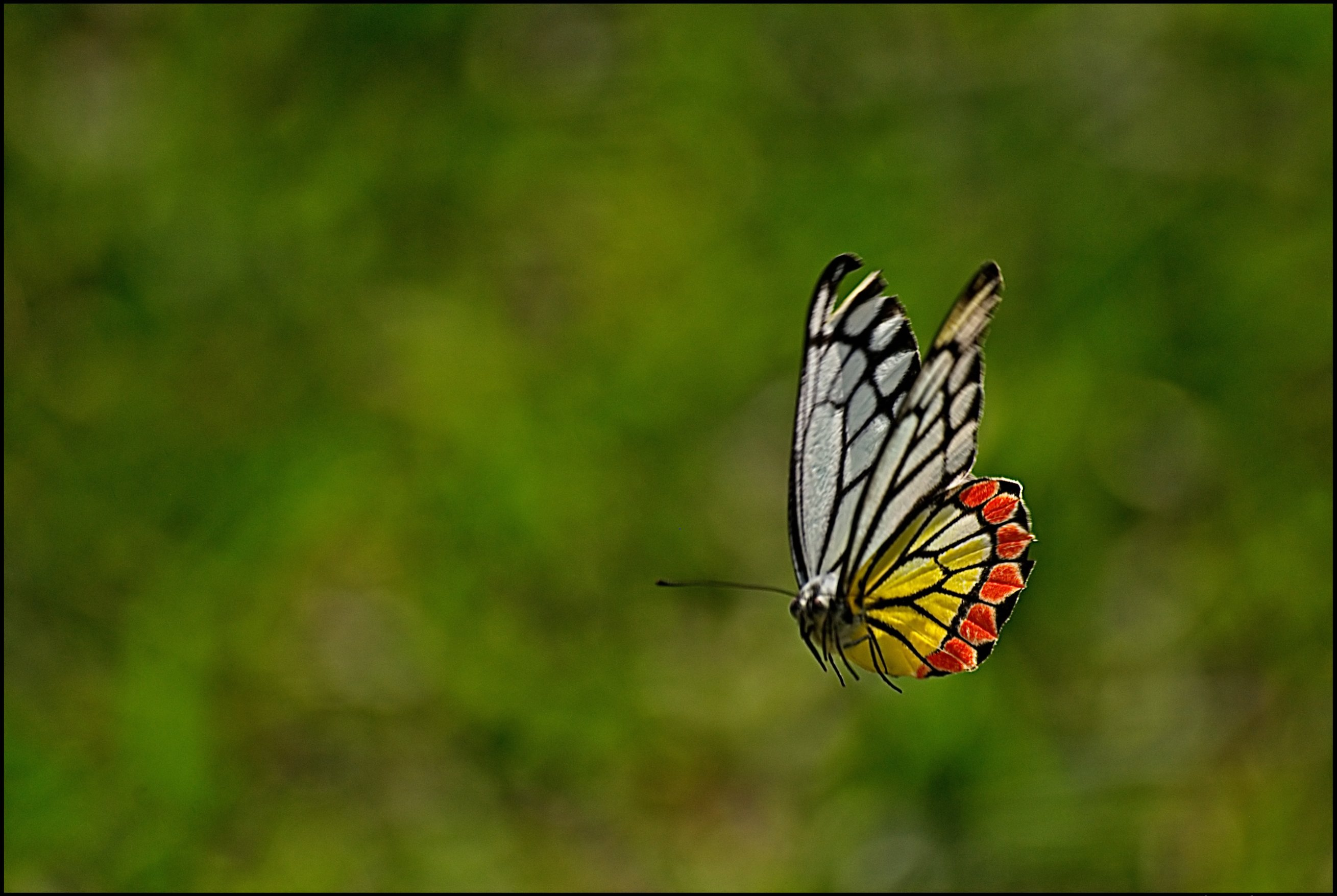
em Lalbagh, Bangalore
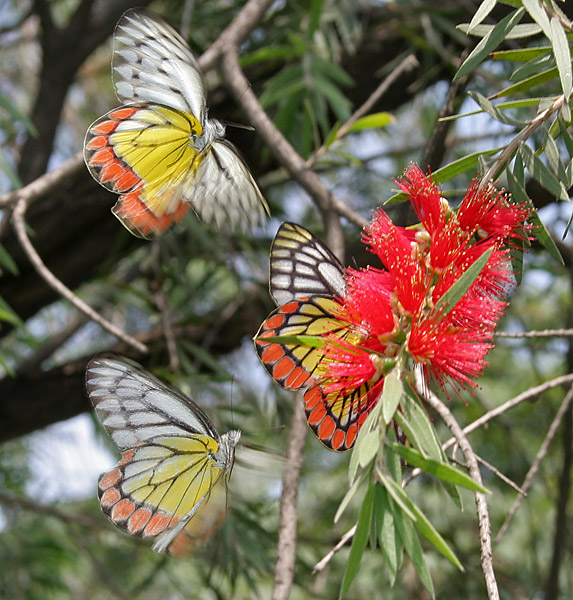
em Hyderabad, Índia.
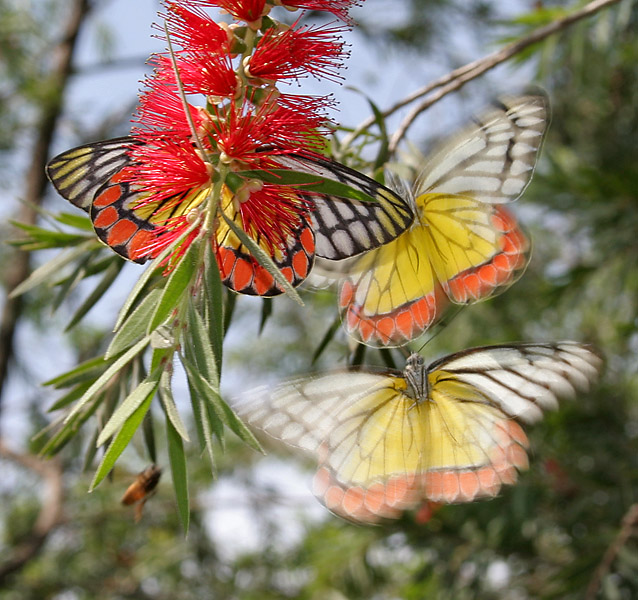
em Hyderabad, Índia.
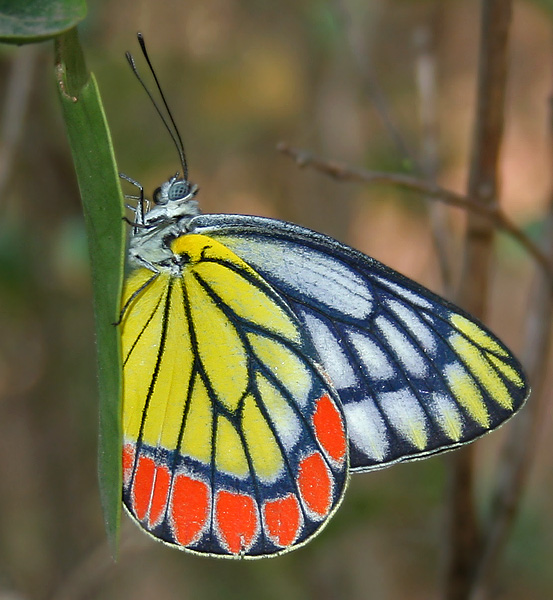
em Hyderabad, Índia.
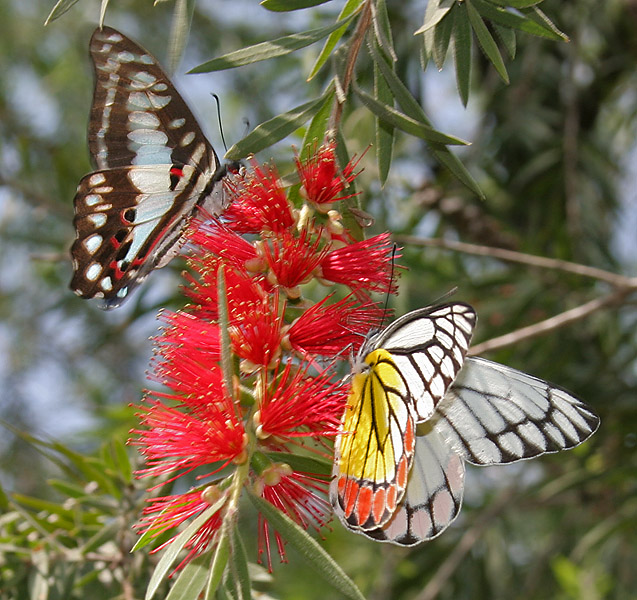
em Hyderabad, Índia.
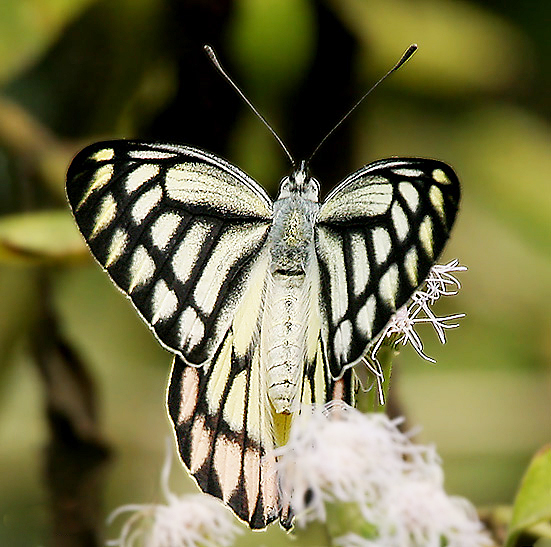
Em Narendrapur perto de Calcutá, Índia
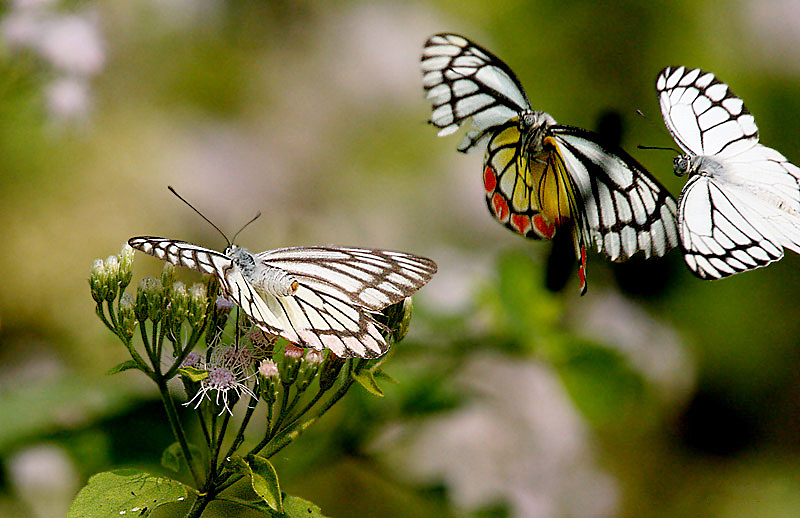
Em Narendrapur perto de Calcutá, Índia
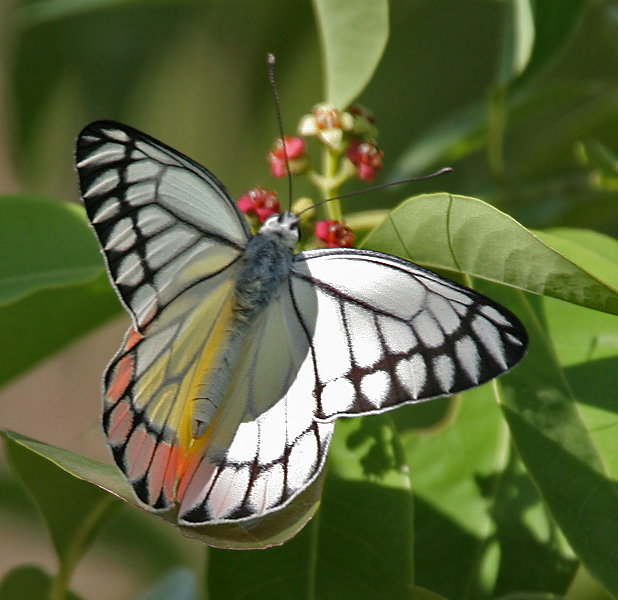
Hyderabad, Índia.
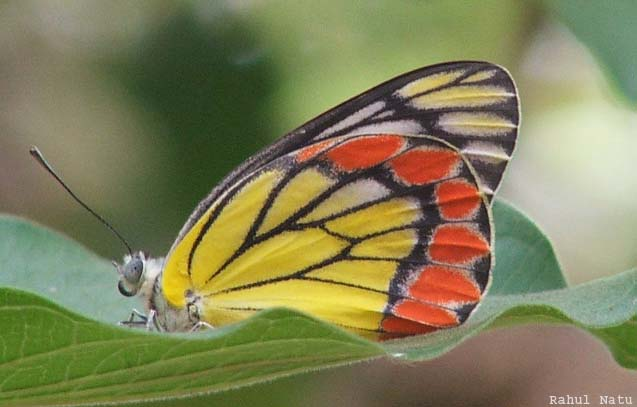
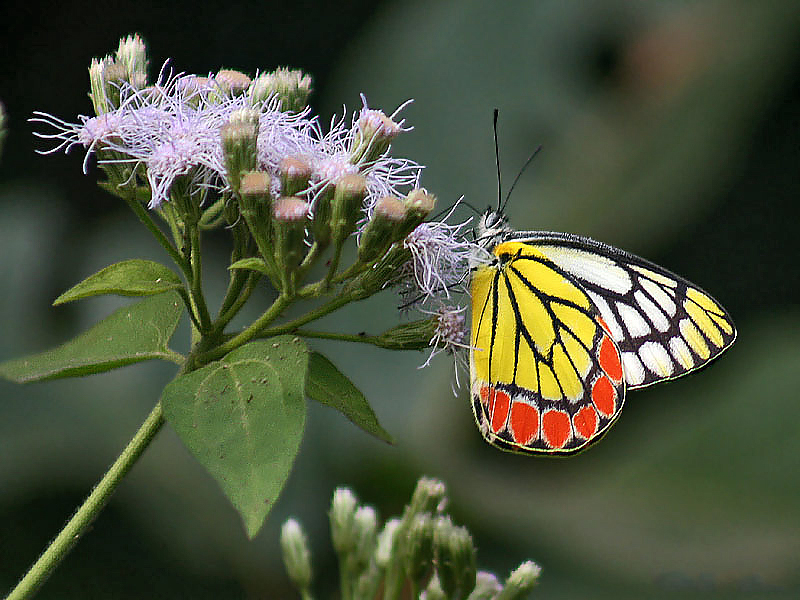
Em Calcutá, Índia
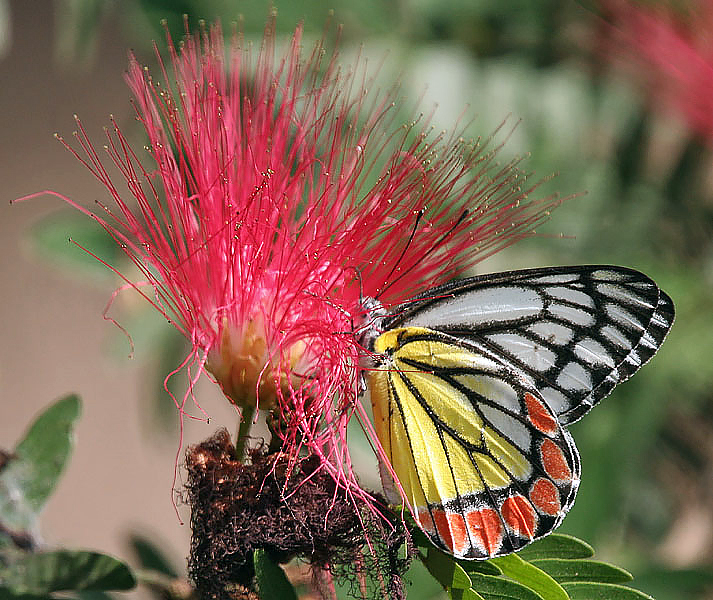
Em Calcutá, Índia
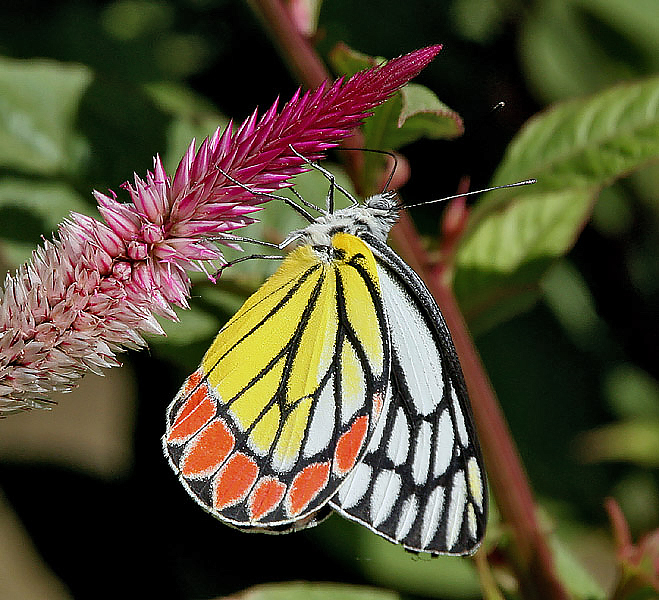
Em Calcutá, Índia
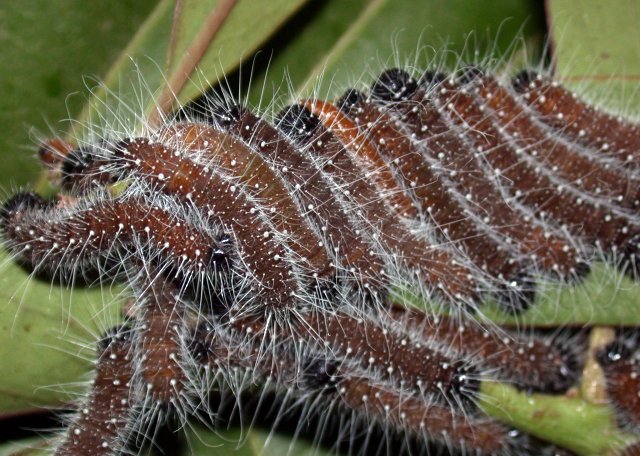
Lagartas
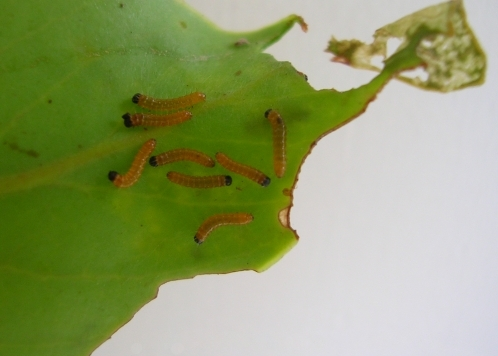
Lagartas se alimentado de uma folha